# ペドロ・アラウホ (野球)
ペドロ・アラウホ（Pedro Araújo, 1993年7月2日 - ）は、ドミニカ共和国サン・クリストバル州サン・クリストバル出身のプロ野球選手（投手）。右投右打。リーガ・メヒカーナ・デ・ベイスボルのメキシコシティ・レッドデビルズ所属。

## 経歴

### プロ入りとカブス傘下時代
2011年5月30日にシカゴ・カブスと契約してプロ入り。契約後、傘下のルーキー級ドミニカン・サマーリーグ・カブス2でプロデビュー。15試合（先発9試合）に登板して4勝1敗、防御率4.45、51奪三振を記録した。
2012年もルーキー級ドミニカン・サマーリーグ・カブス2でプレーし、13試合（先発8試合）に登板して5勝2敗、防御率2.72、47奪三振を記録した。
2013年はルーキー級ドミニカン・サマーリーグ・カブスでプレーし、8試合（先発2試合）に登板して6勝0敗、防御率1.05、31奪三振を記録した。
2014年はルーキー級ドミニカン・サマーリーグでプレー後、6月にルーキー級アリゾナリーグ・カブスに加入。ルーキー級アリゾナリーグでは10試合に登板して防御率2.76、27奪三振を記録した。
2015年はA-級ユージーン・エメラルズでプレーし、21試合に登板して0勝2敗1セーブ、防御率2.68、70奪三振を記録した。
2016年はA級サウスベンド・カブスとA+級マートルビーチ・ペリカンズでプレー。A+級マートルビーチでは13試合に登板して0勝2敗1セーブ、防御率5.21、22奪三振を記録した。
2017年はA+級マートルビーチとAA級テネシー・スモーキーズでプレー。A+級マートルビーチでは44試合に登板して6勝1敗10セーブ、防御率1.81、83奪三振を記録した。同年はアリゾナ・フォールリーグにも参加し、メサ・ソーラーソックスでプレー。

### オリオールズ時代
2017年12月14日に行われたルール・ファイブ・ドラフトでボルチモア・オリオールズから指名され、移籍した。
2018年は開幕ロースター入りを果たし、3月31日のミネソタ・ツインズ戦でメジャーデビュー。8回表6点ビハインドの場面で登板し、三者凡退に抑えた。4月3日のヒューストン・アストロズ戦では7回裏同点の場面で登板するも、0.2回を1安打4失点2四球で降板し、メジャー初黒星を喫した。4月6日のニューヨーク・ヤンキース戦では2回を無失点に抑え、メジャー初勝利を挙げた。その後はリリーフとして20試合に登板していたが、右肘の故障で6月11日に故障者リスト入りし、9月11日に60日間の故障者リストへ異動した。
2019年4月3日にDFAとなり、8日にマイナー契約で傘下のAAA級ノーフォーク・タイズへ配属された。シーズン後、FAとなった。

### メキシカンリーグ時代
2020年1月20日に、リーガ・メヒカーナ・デ・ベイスボルのメキシコシティ・レッドデビルズと契約を結んだ。

## 詳細情報

### 年度別投手成績
| 年 度    | 球 団    | 登 板 | 先 発 | 完 投 | 完 封 | 無 四 球 | 勝 利 | 敗 戦 | セ 丨 ブ | ホ 丨 ル ド | 勝 率 | 打 者 | 投 球 回 | 被 安 打 | 被 本 塁 打 | 与 四 球 | 敬 遠 | 与 死 球 | 奪 三 振 | 暴 投 | ボ 丨 ク | 失 点 | 自 責 点 | 防 御 率 | W H I P |
| -------- | -------- | ----- | ----- | ----- | ----- | -------- | ----- | ----- | -------- | ----------- | ----- | ----- | -------- | -------- | ----------- | -------- | ----- | -------- | -------- | ----- | -------- | ----- | -------- | -------- | ------- |
| 2018     | BAL      | 20    | 0     | 0     | 0     | 0        | 1     | 3     | 0        | 0           | .250  | 130   | 28.0     | 29       | 9           | 18       | 0     | 2        | 29       | 1     | 0        | 24    | 24       | 7.71     | 1.68    |
| 2019     | BAL      | 1     | 0     | 0     | 0     | 0        | 0     | 0     | 0        | 0           | ----  | 4     | 0.2      | 2        | 1           | 1        | 0     | 0        | 0        | 0     | 0        | 2     | 2        | 27.00    | 4.50    |
| MLB：2年 | MLB：2年 | 21    | 0     | 0     | 0     | 0        | 1     | 3     | 0        | 0           | .250  | 134   | 28.2     | 31       | 10          | 19       | 0     | 2        | 29       | 1     | 0        | 26    | 26       | 8.16     | 1.74    |

- 2020年度シーズン終了時

### 年度別守備成績
| 年 度 | 球 団 | 投手（P） | 投手（P） | 投手（P） | 投手（P） | 投手（P） | 投手（P） |
| 年 度 | 球 団 | 試 合     | 刺 殺     | 補 殺     | 失 策     | 併 殺     | 守 備 率  |
| ----- | ----- | --------- | --------- | --------- | --------- | --------- | --------- |
| 2018  | BAL   | 20        | 6         | 3         | 0         | 0         | 1.000     |
| 2019  | BAL   | 1         | 0         | 0         | 0         | 0         | ----      |
| MLB   | MLB   | 21        | 6         | 3         | 0         | 0         | 1.000     |

- 2020年度シーズン終了時

### 背番号
- 38（2018年 - 2019年）